# Pissalat
Ne doit pas être confondu avec Pissaladière.
Le pissalat (lou pissala, en provençal, peis salat, poisson salé, en niçois-occitan) est une recette de sauce-condiment à base de poisson salé. Spécialité culinaire de la cuisine niçoise, étendue à la cuisine de la Provence méditerranéenne, il est un des ingrédients et donne son nom en particulier à la pissaladière,,.

## Étymologie
Le pissala (en niçois) ou pissalat (en français) composé de l'ancien provençal peis « poisson », et de sala, participe passé de salar, qui correspond au français « saler ». « Conserve de petits poissons broyés et salés », « sauce piquante provenant de la macération du poisson salé ».  

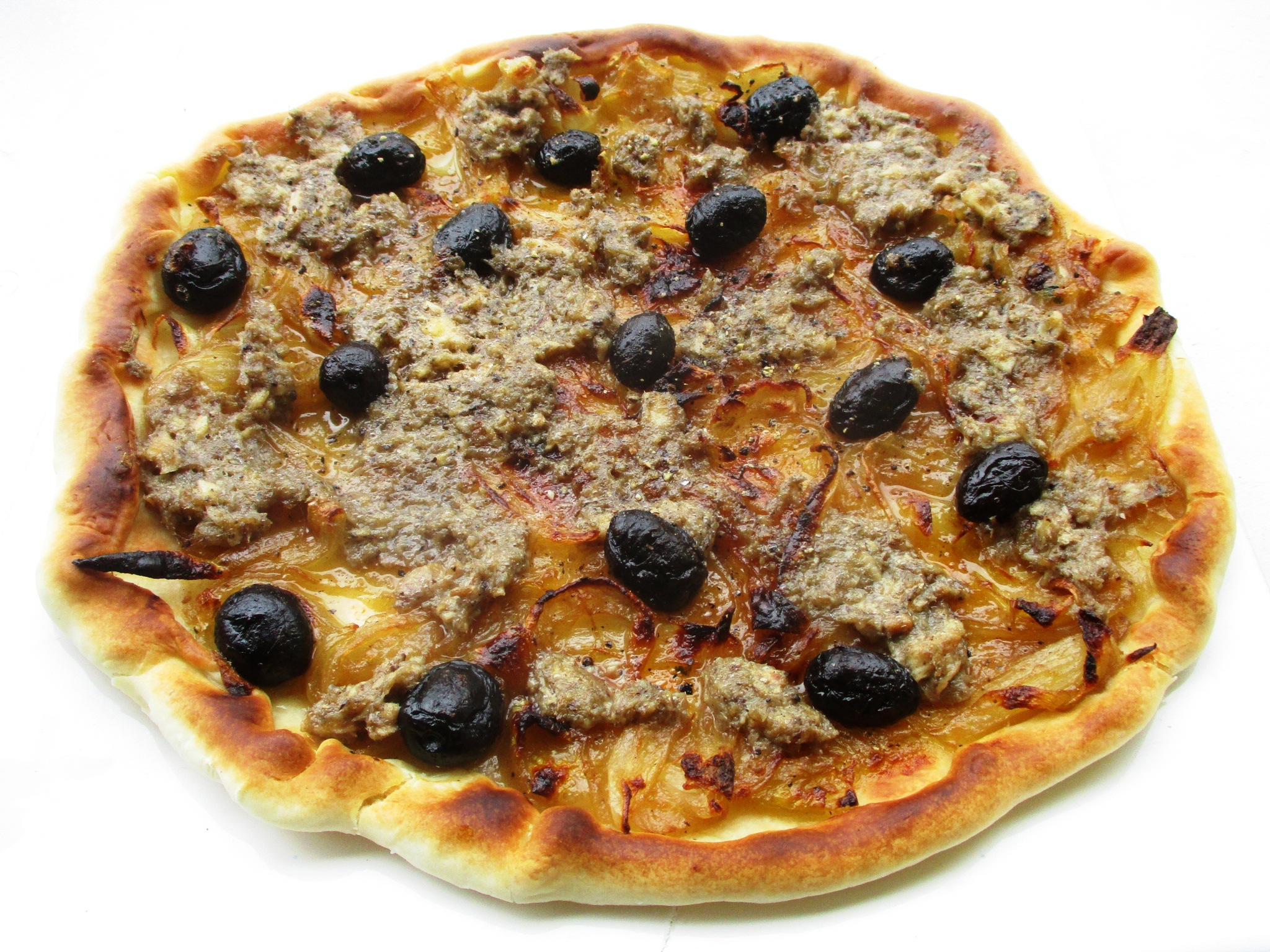
Pissaladière.
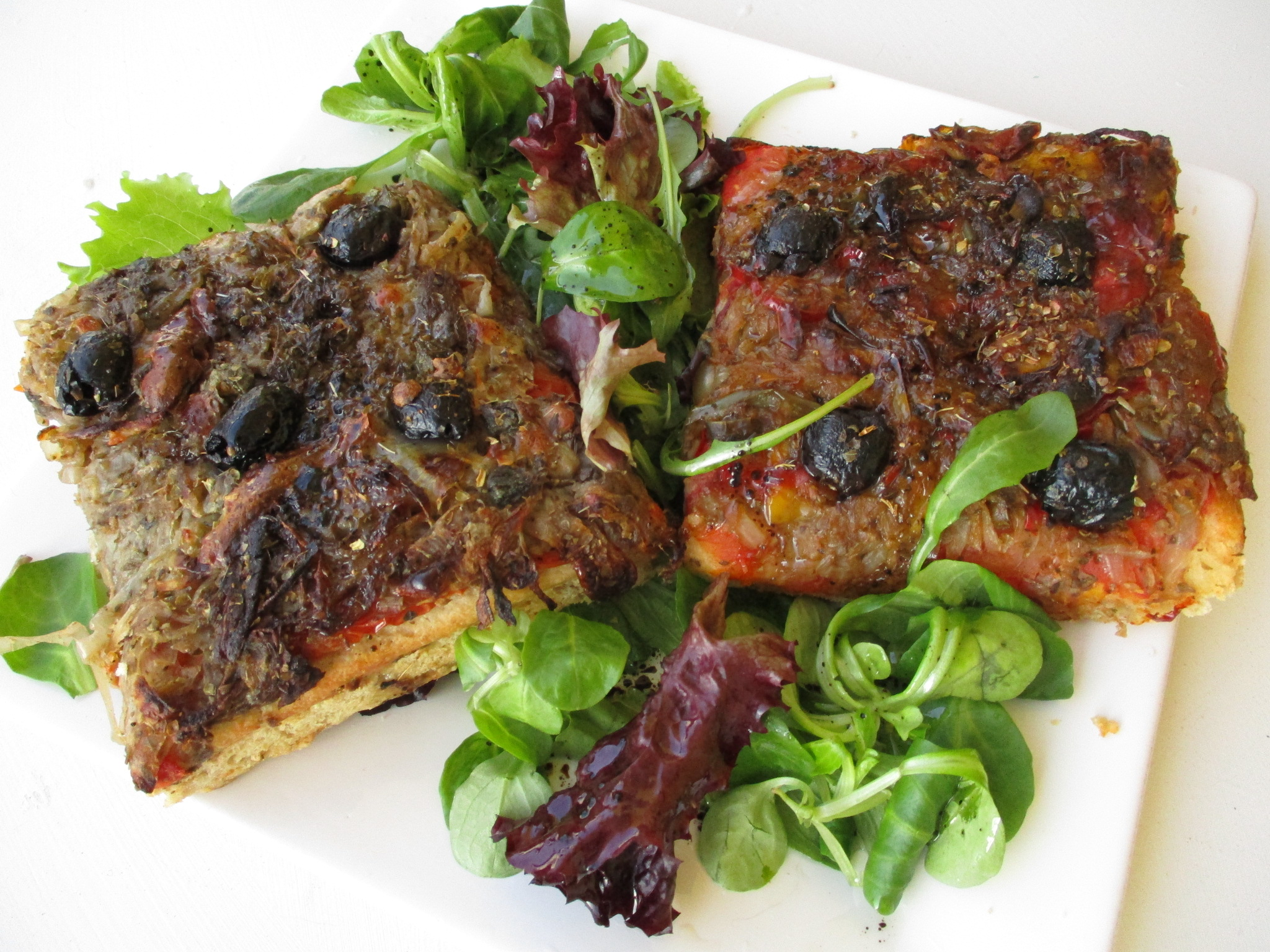
Pissaladière.
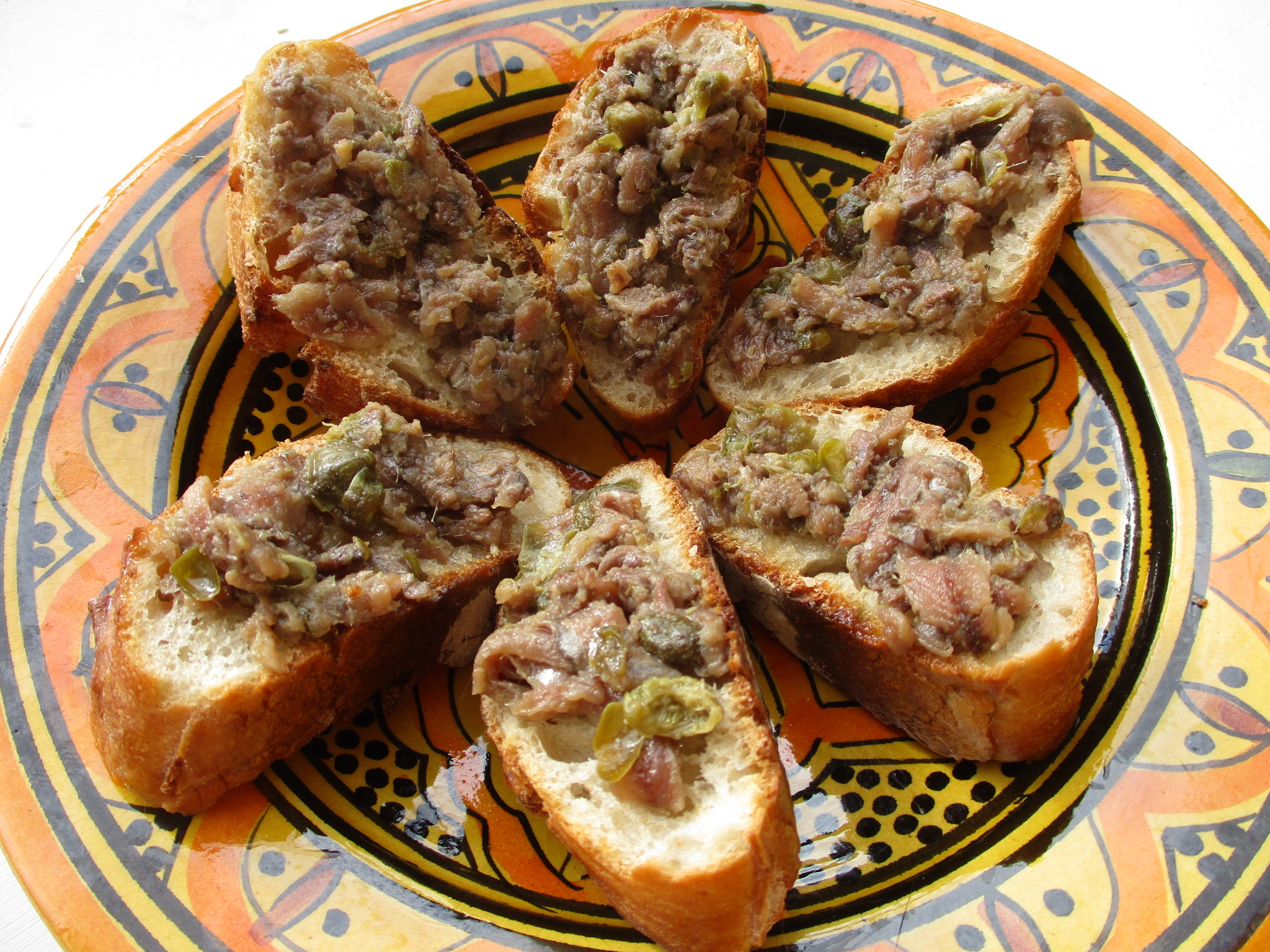
Anchoïade (variante).

## Histoire
Le pissalat est comparable au siqqu, du Traité culinaire mésopotamien du IIe millénaire av. J.-C. (v. 1700 av. J.-C.) ou au garum (jus ou sauce, en latin, de l'antiquité romaine) décliné depuis la Rome antique en de nombreuses variantes dans l'ensemble du bassin méditerranéen de l'Empire romain, sauce obtenue par macération dans du sel, de têtes et d'intestins de maquereaux, sardines, anchois et plantes aromatiques. La sauce ainsi obtenue, passée au tamis fin, était récupérée à la louche, et était conservée dans l'huile d'olive.
La fabrication du pissalat (pisces salsos) était une industrie locale très ancienne de plusieurs siècles dans la région de Nice-Côte d'Azur, où la salaison des sardines et des anchois occupait une bonne douzaine de familles au début du XIXe siècle. L'écrivain niçois Louis Roubaudi écrit dans son ouvrage Nice et ses environs de 1843 : « Le pissalat est très propre à ranimer l’appétit lorsqu’il est assaisonné avec de l’huile d'olive, du vinaigre et des olives salées. » Il disparaît en grande partie du commerce à la Seconde Guerre mondiale, pour ne plus exister à ce jour que sous forme de fabrication artisanale et familiale traditionnelle locale (souvent remplacé par des anchois salés ou purée d'anchois) en particulier pour la confection de la pissaladière.

## Recette
La sauce pissalat est à l'origine traditionnellement réalisée à base de mélange d'anchois, de sardine, ou de poutine, pilés au mortier, puis macérés-fermentés plusieurs mois dans une grande terrine de terre cuite provençale avec une saumure de sel, poivre, huile d'olive, épices et aromates, thym, laurier-sauce, cannelle, clous de girofle moulus (pour la conservation par salaison),. Conserver le mélange dans un endroit frais, et le remuer tous les jours pour former rapidement une pâte. Écumer l'huile qui remonte à la surface toutes les semaines. Passer la pâte au tamis fin au bout d'un mois. Le pissalat est ainsi conservable pendant quelque temps dans des bocaux en verre, recouvert d'huile d'olive,,.
Cette pâte de poisson peut être consommée sur des tartines de pain, accompagner des soupes, des légumes, des salades, viandes, ou autres plats de la cuisine provençale.

## Confrérie
- Confrérie des chevaliers du pissalat d'Antibes-Juan-les-Pins[12],[13].